# Okręgowa Spółdzielnia Mleczarska w Łowiczu
Okręgowa Spółdzielnia Mleczarska w Łowiczu – spółdzielnia mleczarska działająca w Łowiczu od 1906 roku. Jedna z największych spółdzielni mleczarskich w Polsce.

## Historia

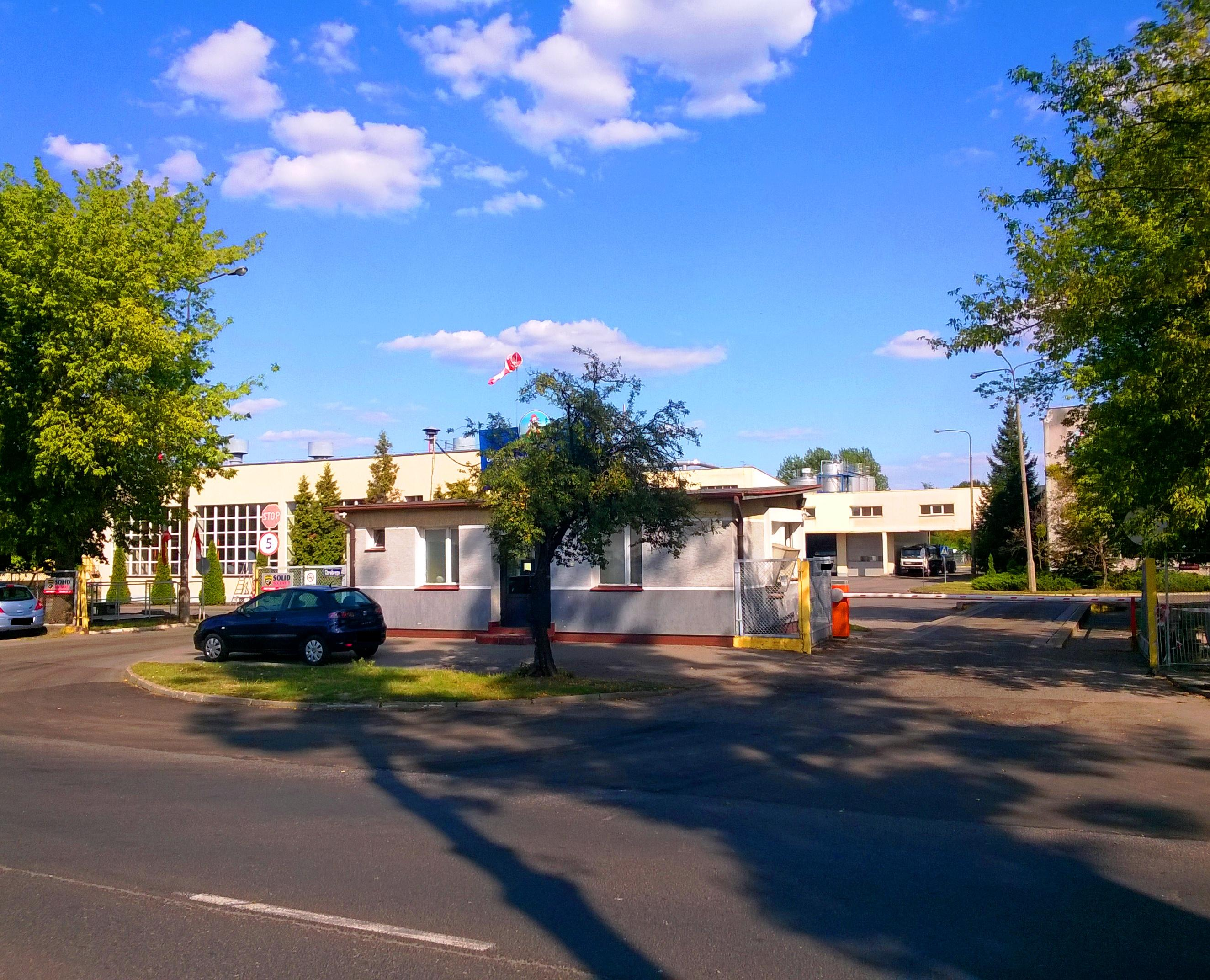
Zakład Mleczarski w Toruniu

Spółdzielnia została założona w 1906, jako konsekwencja powstania Spółki Rolniczej w Bocheniu, której patronem i inicjatorem był Władysław Grabski. Była to jedna z pierwszych spółdzielni mleczarskich na terenie Królestwa Kongresowego. Szczególny rozwój przedsiębiorstwa przypadł na lata 1922–1926, kiedy to w ramach spółki rolnej założono 14 zakładów mleczarskich. W 1930 powołano do życia Spółdzielnię Mleczarską Parową, która w 1934 zmieniła nazwę na Okręgowa Spółdzielnia Mleczarska „Promień”. Do wybuchu II wojny światowej zakład przeżywał okres nieustannej koniunktury. Pod zarządem okupanta niemieckiego przedsiębiorstwo działało nadal. W maju 1943 Gwardia Ludowa dokonała wysadzenia aparatowni mleka – doszło wówczas do egzekucji dziesięciu żołnierzy tej organizacji.
Po poważnych zniszczeniach wojennych przedsiębiorstwo odbudowano, a w 1951 znacjonalizowano. Do 1957 firma realizowała obowiązkowe dostawy mleka. W tym samym roku powróciła do struktury spółdzielczej. Stopniowo zdolności produkcyjne spółdzielni stały się zbyt małe w stosunku do realizowanych dostaw surowca, w wyniku czego podjęto decyzję o rozbudowie i stworzeniu nowego zakładu serowarskiego. W 1971 ukończono jego budowę. Zakład produkcji serów mógł przerabiać około 120 000 litrów mleka dziennie. Po 1989 wprowadzono normy HACCP, ISO 9001, International Food Standard i BRC. W 1991 otwarto linię do produkcji mleka UHT, w 1998 oczyszczalnię ścieków, w 2001 laboratorium, w 2003 nową serownię, a w 2006 zakupiono majątek po likwidowanej spółdzielni w Lubinie. W 2005 przyłączono Toruńską Spółdzielnię Mleczarską, a w latach późniejszych utworzono oddział w Kutnie. W 2016 uruchomiono wydajną linię do produkcji serów dojrzewających typu holenderskiego i szwajcarskiego w oddziale w Kutnie.

## Produkcja
Spółdzielnia wytwarza głównie mleka UHT, śmietany, śmietanki do kawy, sery dojrzewające, masło, twarogi, napoje fermentowane, mleczne desery oraz mleka, serwatki i maślanki sproszkowane.

## Nagrody
Następujące produkty zdobyły znak Jakość Tradycja: twaróg półtłusty łowicki krajanka, kefir łowicki i masło łowickie.